# Eva Ugarte
Eva Ugarte (Madrid, 14 de diciembre de 1983) es una actriz española conocida por su participación en las series Mira lo que has hecho (2018-2020) durante tres temporadas y Madres. Amor y vida (2020) en sus dos primeras temporadas, además de haber participado en diversas comedias españolas cinematográficas.

## Biografía
Eva Ugarte nació el 14 de diciembre de 1983 en Madrid (España), aunque su infancia y parte de su adolescencia las pasó en Tres Cantos. Se formó como actriz en el laboratorio de teatro William Layton y en la Real Escuela Superior de Arte Dramático en interpretación textual. Empezó como actriz teatral, pero con el paso del tiempo ha participado en producciones cinematográficas y televisivas.

## Trayectoria
Se dio a conocer con las series de televisión producidas por Bambú Producciones: Velvet y Bajo sospecha. Sin embargo, su gran éxito se debe a su papel como protagonista en Mira lo que has hecho, una serie escrita por Berto Romero, dirigida por Carlos Therón, Javier Ruiz Caldera y producida por El Terrat para la plataforma Movistar+. Durante sus tres temporadas, interpretó el personaje de Sandra, la mujer de Berto Romero en la ficción. Posteriormente, fichó por la serie producida por Telecinco y Amazon Prime Video Madres. Amor y vida, donde interpretó a Paula Artigas durante dos temporadas.
Tras su salida de Madres, se centró en el cine, donde ya había tenido pequeñas participaciones anteriormente en películas como Afterparty (2013), Embarazados (2016) y Gente que viene y bah (2019), entres otras. Su primer papel principal en cine fue con la comedia García y García con el papel de Cloe. Posteriormente, estrenó la película original de Netflix Fuimos canciones, dirigida por Juana Macías y la comedia de Dani de la Orden Mamá o papá. Además, rodó las comedias Por los pelos de Nacho G. Velilla y El juego de las llaves de Vicente Villanueva, y se anunció su incorporación a la película ¡Mamá está en TILINK!, dirigida por Daniela Fejerman.

## Filmografía

### Cine
| Año  | Título                 | Personaje           | Director            |
| ---- | ---------------------- | ------------------- | ------------------- |
| 2012 | Arteros                | Sani                | Julen Robles        |
| 2013 | Viral                  | Enfermera           | Lucas Figueroa      |
| 2013 | Afterparty             | Alba                | Miguel Larraya      |
| 2016 | Embarazados            | Chica Emo           | Juana Macías        |
| 2017 | Reevolution            | Técnico             | David Sousa Moreau  |
| 2019 | Gente que viene y bah  | Ángela              | Patricia Font       |
| 2021 | García y García        | Cloe                | Ana Murugarren      |
| 2021 | Fuimos canciones       | Raquel              | Juana Macías        |
| 2021 | Mamá o papá            | Marina              | Dani de la Orden    |
| 2022 | El juego de las llaves | Laura Navarro López | Vicente Villanueva  |
| 2022 | Por los pelos          | Inma                | Nacho G. Velilla    |
| 2022 | Mamá no enRedes        | Raquel              | Daniela Fejerman    |
| 2022 | Reyes contra Santa     | Belén               | Paco Caballero      |
| 2023 | Cuánto me queda        | María               | Carolina Bassecourt |
| 2023 | Bajo terapia           | Carla               | Gerardo Herrero     |

### Cortometrajes
| Año  | Título                    | Personaje               | Notas                              |
| ---- | ------------------------- | ----------------------- | ---------------------------------- |
| 2013 | El ritmo en sus venas     | Irene                   | Juan Poveda                        |
| 2014 | Por eso no tengo hermanos | Verónica (voz)          | Paco Cavero                        |
| 2015 | Lapso                     | Mujer antitabaco        | Sergio Candanedo y Carlos Guijarro |
| 2016 | En tu puta cara           | Esposa infiel           | Sergio Candanedo y Carlos Guijarro |
| 2016 | Luz                       | Lucía                   | Sergy Moreno                       |
| 2017 | Vivir del aire            | Padre en obra de teatro | Borja Echevarría                   |

### Televisión
| Año       | Título                  | Cadena      | Personaje     | Notas        |
| --------- | ----------------------- | ----------- | ------------- | ------------ |
| 2010      | Impares Premium         | Antena 3    | Graciela      | 1 episodio   |
| 2014      | Ciega a citas           | Cuatro      | Dolores       | 6 episodios  |
| 2014-2015 | Velvet                  | Antena 3    | Rosa María    | 10 episodios |
| 2016      | Bajo sospecha           | Antena 3    | Natalia Sanz  | 10 episodios |
| 2018-2020 | Mira lo que has hecho   | Movistar+   | Sandra        | 18 episodios |
| 2020      | Madres. Amor y vida     | Prime Video | Paula Artigas | 26 episodios |
| 2023      | El otro lado            | Movistar+   | Juana         | 6 episodios  |
| 2024      | ¿A qué estás esperando? | Atresplayer | Carol         | 8 episodios  |

## Nominaciones y premios
| Año  | Premio        | Categoría                               | Trabajo nominado      | Resultado | Ref.   |
| ---- | ------------- | --------------------------------------- | --------------------- | --------- | ------ |
| 2019 | Premios Feroz | Mejor actriz protagonista por una serie | Mira lo que has hecho | Nominada  | [ 9 ]  |
| 2020 | Premios Feroz | Mejor actriz protagonista por una serie | Mira lo que has hecho | Nominada  | [ 10 ] |